# 張聰明

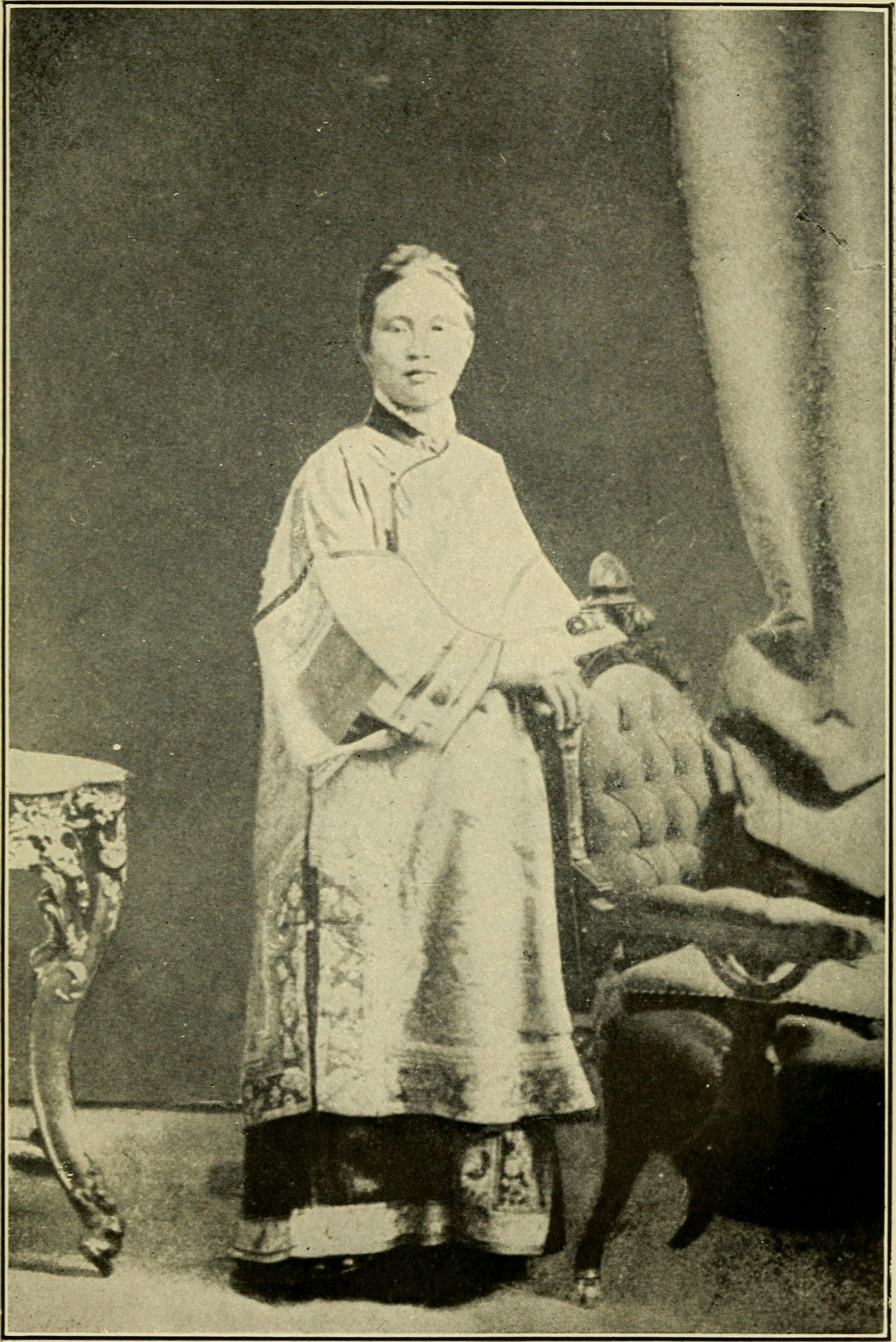
被攝影對象可能是張聰明的肖像照，出自馬偕之傳記The black bearded barbarian; the life of George Leslie Mackay of Formosa（1912年）。

張聰明（1860年—1925年9月15日），原名張蔥仔，又名偕張聰明，或稱偕牧師娘，噶瑪蘭族，是一位出身五股的台灣長老教會的宣教師。她的丈夫是加拿大長老會差會牧師馬偕。

## 生平

### 早年生活
1860年前後，張蔥仔出生於觀音山山腳；她的父母是生活在五股坑的張忠與愛氏，她是他們的長女。不久，張蔥仔被送予五股坑口陳烏 、張氏夫婦作童養媳。童年時，她因不願纏足而常遭養父母家人以言語或肢體懲罰對待，而家中只有養祖母陳塔嫂會特別照護她。
1872年，陳塔嫂在聽聞偕叡理（即馬偕）牧師講道後成為其首位女性信徒。此後，她曾協助其傳道，並在1873年於五股協助興建當地首間禮拜堂，更幫助其於教會招收當地孩童學習白話字；當時，張蔥仔也是學生之一。同時，張蔥仔的原婚配對象病逝。

### 婚後生活
1878年2月3日，張蔥仔受洗，馬偕為她命名作「聰明」。 1878年5月，馬偕經其學生陳雲騰作媒，且經陳塔嫂等親屬同意，與張聰明於1878年5月27日在淡水英國領事館由領事為其主持婚禮；婚後，他們隨即前往拜訪北臺灣各教會，馬偕的傳教工作也在張聰明協助下進行得更加順利。1879年，張聰明與閏虔益（Rev. Kenneth Junor）牧師的夫人在教會內從事婦女相關事務的推廣工作。
1880年，張聰明隨馬偕遊歷印度、歐洲大陸及英國等，並最終抵達加拿大；抵達後，張聰明隨馬偕前往當地各教會進行報告，又發起勸募資金以於淡水建立神學院。1881年，張聰明在返回臺灣前被於教會所舉行歡送會上邀請致詞；當時，她穿著臺灣傳統服飾上台並發表其於旅途中的見聞與感想。在歡送會結束前，當地報社代表群眾將六千多美元募得款項贈與馬偕。
1882年，馬偕創辦理學堂大書院並任校長，張聰明則擔任五位教師其中一位；當時，張聰明不但識字（羅馬字）且通曉英語。1883年，加拿大教會提供女學堂的興建資金；張聰明在女學堂建立後成為義務教師之一。
1901年，馬偕辭世。

### 晚年生活
1925年，張聰明將馬偕留給家族的五千多坪土地捐贈私立淡水中學作運動場；9月，張聰明辭世。

## 家庭
張聰明在婚後與馬偕育有2女1男，分別是長女偕媽蓮 （Mary Ellen Mackay）、次女偕以利（Bella Catherine Mackay）、幼子偕叡廉（George William Mackay）。

## 外部連結

### 閱讀資料
- 臺灣女性環球之旅第一人：張聰明 （页面存档备份，存于）
- 馬偕夫人張聰明女士的建築形式 （页面存档备份，存于）
- 偕張聰明和她的聰明樓 （页面存档备份，存于）